# Список населённых пунктов Ярославского района Ярославской области
Список населённых пунктов Ярославского района Ярославской области России.
Административный центр — Ярославль, в состав района не входит.

## А
- Акишино — деревня
- Аксеновская — деревня
- Аксёнцево — деревня
- Алексеевское — деревня
- Алексеевское — деревня
- Алексино — деревня
- Алеханово — деревня
- Алешково — деревня
- Алферово — деревня
- Ананьино — деревня
- Ананьино — деревня
- Андреевское — деревня
- Андроники — деревня
- Анискино — деревня
- Антроповское — деревня
- Аристово — деревня
- Аристово — деревня
- Артемуха — деревня
- Афинеево — деревня
- Афонино — деревня

## Б
- Баканово — деревня
- Балакирево — деревня
- Балакирево — село
- Бардуково — деревня
- Барское — деревня
- Барышкино — деревня
- Бегоулево — деревня
- Бекренево — деревня
- Бекренево — деревня
- Белкино — деревня
- Бельково — деревня
- Белягино — деревня
- Бердицино — деревня
- Березовки — деревня
- Беркайцево — деревня
- Бессмертново — деревня
- Бечихино — деревня
- Бисерово — деревня
- Боброво — деревня
- Бовыкино — деревня
- Богослов — село
- Богословка — деревня
- Бойтово — деревня
- Болково — деревня
- Большая — деревня
- Большая Поповка — деревня
- Большие Жарки — деревня
- Большое Домнино — деревня
- Большое Макарово — деревня
- Большое Ноговицино — деревня
- Большое Симоново — деревня
- Большое Темерово — деревня
- Большое Филимоново — деревня
- Бор — деревня
- Борисково — деревня
- Борисово — деревня
- Борисцево — деревня
- Боровая — деревня
- Бортниково — деревня
- Ботово — деревня
- Боярское — деревня
- Браташино — деревня
- Бреховская — деревня
- Бузаркино — деревня
- Буконтьево — деревня
- Бурлаки — посёлок
- Бурмосово — деревня
- Бутрево — деревня
- Бухалово — деревня
- Быстреник — хутор

## В
- Василево — деревня
- Василево — деревня
- Василево — деревня
- Васильево — деревня
- Васильевское — деревня
- Васильевское — село
- Васильцово — деревня
- Васюково — деревня
- Ватолино — деревня
- Внуково — деревня
- Волга — посёлок
- Воробино — деревня
- Воробьево — деревня
- Вощино — деревня
- Выездново — деревня
- Высоко — деревня
- Высоково — деревня
- Высоцкое — село

## Г
- Гагаринские новоселки — деревня
- Гаврилово — деревня
- Гаврицы — деревня
- Гавшинка — село
- Глебовское — деревня
- Глинново — деревня
- Глухово — деревня
- Голенищево — деревня
- Голенцево — деревня
- Головинское — деревня
- Головинское — деревня
- Гончарово — деревня
- Горбуново — деревня
- Городищи — деревня
- Григорцево — село
- Григорьевское — деревня
- Григорьевское — село
- Гридино — деревня
- Гридино — деревня
- Губцево — деревня
- Гумнищево — деревня
- Гусаково — деревня

## Д
- Давыдково — деревня
- Давыдово — деревня
- Давыдово — деревня
- Давыдово — село
- Давыдовское — деревня
- Девятово — деревня
- Дёгтево — село
- Дедова Гора — деревня
- Демково — деревня
- Деньга — деревня
- Дмитриево — деревня
- Дмитриевское — деревня
- Дмитриевское — село
- Долгуново — деревня
- Дор — деревня
- Дорогилино — деревня
- Дорожаево — деревня
- Дорожный — посёлок
- Дубки — посёлок
- Дубовики — деревня
- Дубовицы — деревня
- Дудинское — деревня
- Дулепово — деревня
- Дулово — деревня
- Думино — деревня
- Дымокурцы — деревня

## Е
- Евстигнеево — деревня
- Епифаново — деревня
- Ерденево — деревня
- Еремеевское — село
- Еремино — деревня
- Ерихово — деревня
- Ермаково — деревня
- Ермолово — деревня
- Ермольцево — деревня
- Ерсловское — деревня
- Ершово — деревня
- Есемово — деревня
- Ефремово — деревня
- Ефремово — деревня

## Ж
- Жабино — деревня
- Жуково — деревня
- Жуково — деревня

## З
- Заборное — деревня
- Заволжье — посёлок
- Закоторосье — деревня
- Залесье — деревня
- Залужье — деревня
- Заозерье — посёлок
- Заполье — деревня
- Запрудново — деревня
- Затон — посёлок
- Зверинцы — деревня
- Зинино — деревня
- Зиновское — деревня
- Зубарево — деревня
- Зяблицы — деревня

## И
- Иванищево — деревня
- Иванково — деревня
- Иваново-Кошевники — деревня
- Ивановский Перевоз — деревня
- Иванцево — деревня
- Ивково — деревня
- Ивняки — посёлок
- Игнатово — деревня
- Игрищи — село
- Измайлово — деревня
- Ильино — деревня
- Ильинское — деревня
- Ильинское — деревня
- Исаево — деревня
- Исайцево — деревня
- Исаково — деревня
- Исаково — деревня
- Ишманово — деревня

## К
- Красное пламя — деревня
- Каблуково — деревня
- Казино — деревня
- Калачиха — деревня
- Каленки — деревня
- Каликино — деревня
- Калинино — деревня
- Калинтьевская — деревня
- Каменка — деревня
- Карабиха — деревня
- Карачиха — посёлок
- Карповское — деревня
- Кипелки — деревня
- Клещево — деревня
- Климовское — деревня
- Клинтьевская — деревня
- Ключи — деревня
- Кобыляево — деревня
- Козлово — деревня
- Козлятево — деревня
- Козулино — деревня
- Козульки — деревня
- Козьмодемьянск — посёлок
- Козьмодемьянск — село
- Колесово — деревня
- Колечково — деревня
- Колокуново — деревня
- Колокуново — деревня
- Коломино — деревня
- Комарово — деревня
- Конищево — деревня
- Конищево — деревня
- Копосово — деревня
- Коптево — деревня
- Копытово — деревня
- Коргиш — деревня
- Корзново — деревня
- Кормилицино — деревня
- Кормилицыно — деревня
- Корнево — деревня
- Коробово — деревня
- Коровайцево — деревня
- Коровино — деревня
- Королево — деревня
- Корюково — деревня
- Костино — деревня
- Костяево — деревня
- Котельницы — деревня
- Котово — деревня
- Кочаево — деревня
- Кочегино — деревня
- Коченятино — деревня
- Коченятино — станция
- Красково — деревня
- Красная Горка — деревня
- Красное — посёлок
- Красное — село
- Красные Ткачи — посёлок
- Красный Бор — деревня
- Красный Бор — посёлок
- Красный Волгарь — посёлок
- Красный Холм — посёлок
- Крюково — деревня
- Крюковское — деревня
- Кувшинцево — деревня
- Кузнечиха — деревня
- Кузнечиха — посёлок
- Кузьмино — деревня
- Кузьминское — деревня
- Кульнево — деревня
- Курба — село
- Курдеево — деревня
- Курдумово — деревня
- Курилково — деревня
- Курилово — деревня
- Курилово — деревня
- Куричьего — деревня
- Курманово — деревня
- Кустово — деревня

## Л
- Ладыгино — деревня
- Лаптево — деревня
- Лаптево — деревня
- Ларино — деревня (нежилая)
- Левцово — деревня
- Леонтьевское — деревня
- Лесково — деревня
- Лесково — деревня
- Лесная Поляна — посёлок
- Липовицы — деревня
- Лобаниха — деревня
- Ломки — деревня
- Лопырево — деревня
- Лупычево — деревня
- Лучинское — село
- Лыса-Гора — деревня
- Лютово — село
- Лютово — станция
- Ляпино — деревня

## М
- Максимовское — деревня
- Максуры — деревня
- Малое Болково — деревня
- Малое Домнино — деревня
- Малое Макарово — деревня
- Малое Ноговицыно — деревня
- Малое Симоново — деревня
- Малое Степанцево — деревня
- Малое Темерево — деревня
- Малое Филимоново — деревня
- Малые Жарки — деревня
- Малышево — деревня
- Мальгино — деревня
- Мамаево — деревня
- Мамоново — деревня
- Маньково — деревня
- Маньково — деревня
- Мартьянка — деревня
- Марьино — деревня
- Матвеево — деревня
- Матвеево — деревня
- Матвеевское — деревня
- Матренино — деревня
- Матьково — деревня
- Медведево — деревня
- Медведково — деревня
- Медягино — село
- Меленки — деревня
- Меньшиково — деревня
- Микшино — деревня
- Митино — деревня
- Михайловский — посёлок
- Михайловское — деревня
- Михайловское — село
- Михалево — деревня
- Михальцево — деревня
- Михеево — деревня
- Мишуково — деревня
- Мокеевское — деревня
- Мологино — деревня
- Молозиново — деревня
- Мордвиново — деревня
- Мостец — деревня
- Мужево — деревня
- Муравино — деревня
- Мусоловка — деревня
- Мутовки — деревня
- Муханово — деревня

## Н
- Нагавки — деревня
- Наговицино — деревня
- Нагорное — деревня
- Нагорный — посёлок
- Наготино — деревня
- Наумово — село
- Наумовское — деревня
- Некрасово — деревня
- Нестерово — деревня
- Нефеднино — деревня
- Нефедницино — деревня
- Нечуково — деревня
- Никиткино — деревня
- Никифорово — деревня
- Никоновское — деревня
- Никульское — деревня
- Новая — деревня
- Новое — деревня
- Новленское — село
- Новлино — деревня
- Ново — деревня
- Новоселки — деревня
- Новоселки — деревня
- Новоселки — посёлок
- Ноготино — деревня

## О
- Облесцево — деревня
- Образцово — деревня
- Обухово — деревня
- Огариха — посёлок
- Одарино — деревня
- Озерки — деревня
- Опарино — деревня
- Орлово — деревня
- Осовые — деревня
- Осташково — деревня

## П
- Павлеиха — деревня
- Павловское — деревня
- Павловское — деревня
- Павловское — деревня
- Павловское — деревня
- Павлухино — деревня
- Пажа — село
- Пазушино — село
- Палутино — деревня
- Пансионат Ярославль — посёлок
- Панфилки — деревня
- Патерево — деревня
- Пахна — село
- Пашино — деревня
- Пенье — деревня
- Пеньки — деревня
- Першино — деревня
- Пестово — деревня
- Пестрецово — деревня
- Петелино — деревня
- Петелино — деревня
- Петлино — деревня
- Петраково — деревня
- Петрово — деревня
- Петрово — село
- Петровское — деревня
- Петрунино — деревня
- Петряйки — деревня
- Писцово — деревня
- Платуново — деревня
- Плотинки — деревня
- Погорелки — деревня
- Погорелки — деревня
- Пограиха — деревня
- Подберезново — деревня
- Подвязново — деревня
- Поддубново — деревня
- Подовинниково — деревня
- Подолино — деревня
- Подоль — деревня
- Подосениха — деревня
- Поленское — деревня
- Полтево — деревня
- Поляны — деревня
- Пономарево — деревня
- Пономарево — село
- Попадьино — деревня
- Поповка — деревня
- Поповское — деревня
- Поповское — деревня
- Поречье — деревня
- Порошино — деревня
- Почаево — деревня
- Починки — деревня
- Починки — деревня
- Починок — деревня
- Прасковьино — деревня
- Приволье — деревня
- Прикалитки — деревня
- Прокшино — деревня
- Прохоровское — деревня
- Прусово — село
- Пуплышево — деревня
- Пучково — деревня
- Пучковский — станция

## Р
- Раздолье — деревня
- Ракино — деревня
- Раменье — село
- Резанино — село
- Ременицы — деревня
- Речной — посёлок
- Рожновки — деревня
- Романцево — деревня
- Росляково — деревня
- Росторопово — деревня
- Рохма — деревня
- Руденки — деревня
- Русаново — деревня
- Рютнево — деревня

## С
- Сабельницы — деревня
- Савкино — деревня
- Садовый — посёлок
- Садовый — хутор
- Санаторий Норское — посёлок
- Сандырево — село
- Сарафоново — деревня
- Сарафоново — село
- Сатыево — деревня
- Сворково — деревня
- Седельницы — деревня
- Селехово — деревня
- Селифонтово — деревня
- Сельцо — деревня
- Семеново — деревня
- Семеновское — деревня
- Семеновское — деревня
- Семеновское — деревня
- Семеновское — деревня
- Семухино — деревня
- Сентьевская — деревня
- Сенчугово — деревня
- Сергеево — деревня
- Сереново — село
- Сеславино — село
- Сивцево — деревня
- Сидоровское — село
- Скоково — деревня
- Скоморохово — деревня
- Скородумки — деревня
- Скородумово — деревня
- Скрипино — деревня
- Слободка — деревня
- Смена — посёлок
- Соловарово — деревня
- Солонец — село
- Сопёлки — село
- Сорокино — деревня
- Сосновцы — деревня
- Софино — деревня
- Софряково — деревня
- Спас — деревня
- Спас-Виталий — село
- Спасское — село
- Спицино — деревня
- Старово — деревня
- Степанцево — деревня
- Студеново — деревня
- Студенцы — деревня
- Судовики — деревня
- Суринский — посёлок
- Суринское — деревня
- Сухарево — деревня
- Суховерково — деревня
- Суховерхово — деревня

## Т
- Тарантаево — деревня
- Тарасово — деревня
- Тарасово — деревня
- Твердино — деревня
- Телегино — деревня
- Телищево — деревня
- Телищево — станция
- Тенино — станция
- Терентьевская — деревня
- Терехово — деревня
- Тереховское — деревня
- Тимохино — деревня
- Толбухино — село
- Толгоболь — село
- Торговцево — деревня
- Точища — деревня
- Троицкое — деревня
- Трощеево — деревня
- Трубенинское — деревня
- Трухино — деревня
- Туношна — село
- Турыгино — деревня

## У
- Усково — деревня
- Устье — село
- Уткино — деревня
- Уткино — посёлок станции
- Ушаково — деревня
- Ушаково — село

## Ф
- Фатьяново — деревня
- Федорино — деревня
- Фёдоровское — деревня
- Фёдоровское — село
- Фёклино — деревня
- Филатово — деревня
- Филино — деревня
- Филисово — деревня
- Филинское — деревня

## Х
- Хабарово — деревня
- Харитоново — деревня
- Харлово — деревня
- Хмельники — деревня
- Хозницы — деревня
- Хренино — деревня
- Худково — деревня
- Худяково — деревня

## Ц
- Цветково — деревня
- Цеденево — деревня

## Ч
- Чакарово — деревня
- Ченцы — деревня
- Ченцы — деревня
- Ченцы — посёлок
- Черелисино — деревня
- Черемсаново — деревня
- Черкасиха — деревня
- Черкасово — деревня
- Чернеево — деревня
- Чернышево — деревня
- Чертыково — деревня
- Чурилково — деревня
- Чуркино — деревня
- Чуркино — деревня

## Ш
- Шебунино — деревня
- Шебунино — посёлок
- Шелепино — деревня
- Шепелёво — деревня
- Шехнино — деревня
- Ширинье — село
- Шоломово — деревня

## Щ
- Щеглевское — деревня
- Щедрино — посёлок
- Щеколдино — деревня
- Щипцово — деревня
- Щукино — деревня

## Ю
- Юдово — деревня
- Юково — деревня
- Юрино — деревня
- Юркино — деревня
- Юрьево — деревня
- Юрьево — деревня
- Юрьевское — деревня
- Юрятино — деревня

## Я
- Язвицево — деревня
- Якалово — деревня
- Якимцево — деревня
- Яковлево — деревня
- Якушево — деревня
- Ям — деревня
- Ямино — деревня
- Ямищи — деревня
- Ярославка — посёлок
- Яропольцы — деревня
- Ярцево — деревня
- Ясино — деревня